# ResourceSpace
ResourceSpace ist eine Digital-Asset-Management-Software, die 2006 ursprünglich für Oxfam durch die Softwareentwickler Neale Hall und Dan Huby des englischen Unternehmens Montala Limited geschrieben wurde. ResourceSpace wurde unter einer BSD-ähnlichen Open-Source-Lizenz veröffentlicht. Montala kümmert sich weiterhin um das Projektmanagement und bietet zusätzlich dazu kommerzielles Hosting, Support und Weiterentwicklungen für die Software an. ResourceSpace basiert auf der Skriptsprache PHP und der GD-Bibliothek. Als Datenbank kann MySQL oder MariaDB eingesetzt werden. Es wird auf einem Webserver installiert und mit einem Webbrowser benutzt. Außer einem Browser ist für die Benutzung keine Zusatzsoftware erforderlich.
Das System ist auf Mehrsprachigkeit ausgelegt und unterstützt sowohl auf Seite des Servers als auch des Clients die Betriebssysteme Windows, macOS und Linux. Es ist browserunabhängig programmiert und unterstützt unter anderem Chrome, Firefox, Internet Explorer (bis zurück zu Version 7), Opera, Safari und Vivaldi.

## Funktionen
- Die grafische Benutzeroberfläche ist komplett webbasiert
- Automatische Anpassung der Größe – Ressourcen können in unterschiedlichen Größen heruntergeladen werden, Benutzer haben so die Möglichkeit, die für sie passende Qualität auszuwählen und dadurch Bandbreite und Downloadzeit zu sparen
- Themes – vorausgewählte Anordnung von Ressourcen
- Berechtigungssystem, das die Berechtigung für den Zugriff auf Ressourcen auf Benutzergruppenebene einstellt
- Rechercheservice – ermöglicht spezifische Anfragen an ein zentrales Ressourcen Team
- Ressourcen können archiviert werden und tauchen dann in der Hauptsuche nicht mehr auf
- Benutzer können dem System eigene Ressourcen zur Verfügung stellen, die dann von einem eigenen Team bearbeitet und anderen Benutzern zur Verfügung gestellt werden
- Automatische Vorschaubildgenerierung für fast alle Bild- und Videoformate (inkl. JPEG, GIF, PNG, PDF, TTF, Photoshop PSD, AVI, MOC, MEG) mittels ImageMagick und FFmpeg
- Umfassender Exif-, IPTC- und XMP-Header-Import und -Export mithilfe des ExifTools
- Automatischer GPS-Tag-Import und Geotargeting-Suche via OpenLayers, OpenStreetMap und Google Maps
- Gleichzeitiger Upload mehrerer Dateien mithilfe von PLupload
- Erweiterbar durch Plugins

### Wichtige Versionen
| Legende: | Alte Version | Ältere Version; noch unterstützt | Aktuelle Version | Aktuelle Vorabversion | Zukünftige Version |

| Version | Unterversion | Veröffentlichung   | Wichtigste Änderungen |
| ------- | ------------ | ------------------ | --- |
| 2.x     | 2.2.1240     | 11. August 2009    | Älteste Version im Release-Log |
| 2.x     | 2.3.1374     | 24. September 2009 | |
| 3.x     | 3.0.1490     | 16. Januar 2009    | |
| 3.x     | 3.1.1557     | 3. Dezember 2009   | |
| 3.x     | 3.2.1651     | 14. Januar 2010    | Stark verbesserte Abfragegeschwindigkeit für selbsterstellte Suchanzeigen und Kontaktdetailsanzeigen |
| 3.x     | 3.3.1723     | 17. Februar 2010   | Übersetzung in neue Sprachen: Polnisch und Katalanisch |
| 3.x     | 3.4.1794     | 17. März 2010      | |
| 3.x     | 3.5.1857     | 4. Mai 2010        | |
| 3.x     | 3.6.2022     | 12. August 2010    | - Einfaches Bestell-/Zahl-System mit Callbacks - UTF-8-Unterstützung für Textextrahierung |
| 3.x     | 3.7.2088     | 9. September 2010  | |
| 3.x     | 3.8.2144     | 5. Oktober 2010    | - Neuer Berechtigungsmanager - Flickr-Plugin |
| 3.x     | 3.9.2269     | 6. Januar 2011     | - Verbesserung diverser Übersetzungen (unter anderem Deutsch, Polnisch) |
| 4.x     | 4.0.2429     | 28. Februar 2011   | - Mehrere Plugins gehören nun zum Basisfunktionsumfang (rss2, colorthemer, annotate) - Verbesserung diverser Übersetzungen (unter anderem Spanisch, Norwegisch, Schwedisch)                                                                           |
| 4.x     | 4.1.2567     | 4. April 2011      | |
| 4.x     | 4.2.2816     | 24. Juni 2011      | |
| 4.x     | 4.2.2833     | 12. Juli 2011      | |
| 4.x     | 4.3.2912     | 11. September 2011 | |
| 4.x     | 4.4.3193     | 8. Februar 2012    | MySQLi-Unterstützung, standardmäßig abgeschaltet |
| 4.x     | 4.5.3428     | 12. Juni 2012      | - Verbesserung diverser Übersetzungen (unter anderem Deutsch, Norwegisch, Schwedisch) - SQL-Performance-Optimierungen |
| 4.x     | 4.6.3726     | 4. Oktober 2012    | - HTML5-Upload-Support mit Fallback zu Flash/Silverlight/Java - Feedback-Plugin - Plugin für LDAP-Authentifizierung |
| 5.x     | 5.0.4232     | 30. Januar 2013    | - Frontend teilweise neu geschrieben: Umstellung von Frameset unter Beibehaltung des Layouts JQuery und dynamischem Laden mittels Ajax - Tastatur-Navigation auf allen Such-/Anzeige-/Vorschauseiten                                                  |
| 5.x     | 5.1.4354     | 26. März 2013      | Tastenkombinationen sind konfigurierbar |
| 5.x     | 5.2.4478     | 17. Mai 2013       | - Unterstützung des Internet Explorer 10 - Neues Lizenzmanagement-Plugin |
| 5.x     | 5.3.4869     | 9. September 2013  | - Lightbox-Vorschau-Plugin - Aktivierung von MySQLi als Standard - Kommentarsystem für Ressourcen |
| 6.x     | 6.0.5120     | 21. November 2013  | - Verbesserung der Performance von komplexen Suchen mit mehreren Schlagworten - Runderneuertes Frontend |
| 6.x     | 6.1.5219     | 24. Januar 2014    | |
| 6.x     | 6.2.5428     | 8. April 2014      | Deutliche Verbesserung im Bereich Barrierefreiheit |
| 6.x     | 6.3.5565     | 23. Juni 2014      | |
| 6.x     | 6.4.5976     | 28. Oktober 2014   | FLAC-Vorschau-Unterstützung |
| 7.x     | 7.0.6244     | 30. Januar 2015    | - Neues, modernes „Slim header“-Design - System-Setup neu entwickelt, um optisch dem Rest des Systems zu entsprechen - Native HTML5-Video-Wiedergabe mittels VideoJS                                                                                  |
| 7.x     | 7.1.6513     | 20. April 2015     | - Stemming-Unterstützung durch den Porter-Stemming-Algorithmus für Englisch, Deutsch, Spanisch und Norwegisch - Verbesserung der Sicherheit: Umstellung der Passwortspeicherung auf SHA-256-Hashes                                                    |
| 7.x     | 7.2.6727     | 1. Juni 2015       | - Homepage-Dash-Funktionalität - Unterstützung von Mobilgeräten und Tablets durch Responsive-Plugin, das über das Enterprise-Programm finanziert wurde - Erweiterte und verbesserte Drag-and-Drop-Unterstützung                                       |
| 7.x     | 7.3.7009     | 3. August 2015     | - Erweiterung der Homepage-Dash-Funktionalität mit administrativen Management-Werkzeugen |
| 7.x     | 7.4.7249     | 15. Oktober 2015   | - In-Software Messaging-Funktionalität - Neue Benutzereinstellungen unter „My Account“ - Einige Systemeinstellungen können nun direkt innerhalb der Software vorgenommen werden                                                                       |
| 7.x     | 7.5.7458     | 15. Dezember 2015  | - Verbessertes Metadaten-Handling - Erweitertes User-Logging - Anpassung des Logos auf der Systemkonfigurationsseite möglich - Version-Control-Plugin: Wiederherstellung von älteren Dateien und Metadaten möglich                                    |
| 7.x     | 7.6.7683     | 15. Februar 2016   | - OCRstream plugin als Wrapper für Tesseract OCR - csv_user_import-Plugin, um Benutzer auf Basis einer CSV-Datei zu erstellen - Erste Phase vom Übergang von E-Mail-Benachrichtigung zu Systembenachrichtigung                                        |
| 7.x     | 7.7.7966     | 15. April 2016     | - Mediensuchfunktion erlaubt die Suche nach Höhe/Breite/Größe/Dateierweiterung - Plugin: Publish to Vimeo |
| 7.x     | 7.8.8384     | 17. Juni 2016      | - Ein Frontend-Update mit Font-Awesome-Icons - Unit test framework - Neue Plugins simpleldap und simplesaml |
| 7.x     | 7.8.8554     | 15. Juli 2016      | Kleinere Verbesserungen und Bugfixes |
| 7.x     | 7.9.8760     | 16. September 2016 | - Neue und verbesserte API in Version 2 (REST-basiert) mit benutzerbasierten privaten Schlüsseln und signierten Anfragen für eine verbesserte Sicherheit - Retina-Modus - Verbesserung der Kompatibilität mit PHP 7                                   |
| 8.x     | 8.0.9568     | 30. Januar 2017    | - Umstrukturierung der Datenbank, um das Speichervolumen zu reduzieren und die Suche zu optimieren - Mehrere Frontend-Erweiterungen, verbesserter Anzeige und Vereinfachung von HTML                                                                  |
| 8.x     | 8.1.9869     | 30. März 2017      | - Google-Vision-API-Integration-Plugin hinzugefügt – automatische Bilderkennung und Tagging |
| 8.x     | 8.2          | 6. September 2017  | - Gesichtserkennung mit OpenCV |
| 8.x     | 8.3          | 26. Oktober 2017   | - Anmeldung mit OAuth - Erweiterung der Workflow-Möglichkeiten |
| 8.x     | 8.4          | 12. Januar 2018    | - Unterstützung von VR-Panoramen |
| 8.x     | 8.5          | 15. Mai 2018       | - GDPR-Funktionen - Windows-Authentifizierung - Unterstützung der IIIF-API |
| 8.x     | 8.5          | 18. September 2018 | - PDF-Viewer |
| 9.x     | 9.0          | 5. April 2019      | - Neue Benutzeroberfläche |
| 10.x    | 10.0         | August 2022        | Zahlreiche Änderungen, u. a.: - Verbesserungen bei Sicherheit und Performance - License Manager Plugin unterstützt Datei-Uploads - Vimeo-Integration nutzt aktuelle API (3.0.10) - Upload einer eigenen Schriftart für die Benutzeroberfläche möglich |

## Große ResourceSpace-Projekte
ResourceSpace wird von vielen großen Unternehmen eingesetzt, unter anderem von der X Prize Foundation, Fujitsu und SITA, ist im akademischen Bereich vertreten, z. B. bei der National University of Singapore, der University of Arkansas und wird auch von vielen Non-Profits verwendet, z. B. Fairtrade International, Human Rights Watch, WWF und Europarat.